# دارت‌هایزن
دارت‌هایزن (به هلندی: Darthuizen) یک منطقهٔ مسکونی در هلند است که در اوترختسه هئوفل‌روخ واقع شده‌است.